# .nfo
.nfo je pripona datoteke (angl. kratica za information), ki predstavlja navadno besedilno datoteko, namenjeno pregledovanju v urejevalniku besedil.
V operacijskem sistemu Microsoft Windows je prepoznana kot System Volume Information.